# Serinda Swan
Serinda Swan (West Vancouver, Columbia Británica; 11 de julio de 1984) es una actriz canadiense. Es más conocida por su papel de Erica Reed durante dos temporadas de la serie televisiva Ex convictos. Actualmente protagoniza la serie "La Forense" de ABC en el papel de Jenny Cooper. Más actualmente (diciembre 2023) tiene un papel secundario en la segunda temporada de Reacher en la plataforma de prime video.

## Vida y carrera
Serinda Swan nació en West Vancouver (Columbia Británica, Canadá). Su padre, Scott Swan, es un director de teatro y actor canadiense que dirige un estudio de actuación en la costa norte.
Apareció dos veces en la serie de televisión Smallville (en los episodios "Hex" y "Warrior") como Zatanna Zatara. Tuvo el papel de la diosa Veritas en un episodio de la sexta temporada de la serie de televisión Supernatural.  Su primer papel en la pantalla grande llegó en 2009 con la comedia romántica The Break-Up Artist.
Interpretó a Erica Reed en la serie Breakout Kings durante dos temporadas, desde 2011 y hasta 2012. Muchas escenas de la prisión de la serie se rodaron en cárceles reales, estando presentes en ellas verdaderos convictos. Breakout Kings se canceló  el 17 de mayo de 2012.
Posteriormente interpretó a la diosa Afrodita en la película Percy Jackson y el ladrón del rayo y a Darcy en la película El regreso. Luego, interpretó a Paige Arkin, una agente de la DEA, en la serie Graceland, estrenada en 2013.
El 1 de marzo de 2017 se confirmó que la actriz interpretaría a la inhumana de Marvel Comics Medusa en la serie Inhumans, estrenada en septiembre del mismo año en la cadena ABC.

## Filmografía

### Film
| Año  | Título                                             | Rol              | Notas |
| ---- | -------------------------------------------------- | ---------------- | ----- |
| 2005 | Neal 'n' Nikki                                     | Amanda           |       |
| 2009 | The Break-Up Artist                                | Ashley           |       |
| 2010 | Percy Jackson & the Olympians: The Lightning Thief | Afrodita         |       |
| 2010 | Tron: Legacy                                       | Sirena #2        |       |
| 2011 | Recoil                                             | Darcy            |       |
| 2011 | Creature                                           | Emily            |       |
| 2012 | Wake                                               | Alex             | Corto |
| 2012 | The Baytown Outlaws                                | Jez              |       |
| 2014 | Jinn                                               | Jasmine Walker   |       |
| 2014 | Sister                                             | Melissa          |       |
| 2015 | Sentient                                           | Heather          | Corto |
| 2017 | The Veil                                           | Zera             |       |
| 2020 | Revenge Ride                                       | Maggie           |       |
| 2021 | Redemption Day                                     | Kate Paxton      |       |
| 2022 | Devotion                                           | Elizabeth Taylor |       |

### Televisión
| Año       | Título               | Rol                          | Notas                                                 |
| --------- | -------------------- | ---------------------------- | ----------------------------------------------------- |
| 2006      | Supernatural         | Recepcionista en el hospital | Episodio: "Salvation"                                 |
| 2007      | Exes and Ohs         | Lucianne                     | Episodio: "What Goes Around"                          |
| 2007      | Blood Ties           | Mujer joven                  | Episodio: "Heart Of Ice"                              |
| 2008      | Loch Ness Terror     | Caroleena                    | Film para TV                                          |
| 2008      | Psych                | Eileen Mazwell               | Episodio: "Murder?... Anyone?... Anyone?... Bueller?" |
| 2009      | Desperate Escape     | Melissa                      | Film para TV                                          |
| 2009      | Hostile Makeover     | Amanda Manville              | Film para TV                                          |
| 2009      | Trust                | Tiffany                      | Film para TV                                          |
| 2009–2010 | Smallville           | Zatanna Zatara               | Rol recurrente; 3 Episodios                           |
| 2010      | Supernatural         | Veritas / Ashley Frank       | Episodio: "You Can't Handle the Truth"                |
| 2011      | Hawaii Five-0        | Alana                        | Episodio: "Ho'ohuli Na'au"                            |
| 2011–2012 | Breakout Kings       | Erica Reed                   | Principal; 22 Episodios                               |
| 2013      | Republic of Doyle    | Patti Middlebrooks           | Episodio: "Missing"                                   |
| 2013–2015 | Graceland            | Paige Arkin                  | Principal; 37 Episodios                               |
| 2014      | The Tomorrow People  | Cassandra Smythe             | Episodios: "Things Fall Apart" & "Endgame"            |
| 2014      | Chicago Fire         | Brittany Baker               | Recurrente; 4 Episodios                               |
| 2017      | Feud: Bette and Joan | Anne Bancroft                | Episodio: "And the Winner Is... (The Oscars of 1963)" |
| 2017      | Ballers              | Chloe                        | Recurrente; 6 episodios                               |
| 2017      | Inhumans             | Medusa                       | Principal; 8 Episodios                                |
| 2018      | Robot Chicken        | Leslie / Katara              | Voz; Episodio: "He's Not Even Aiming at the Toilet"   |
| 2020      | The Twilight Zone    | Ellen Lowell                 | Episodio: "Downtime"                                  |
| 2019–2022 | Coroner              | Jenny Cooper                 | Principal; 38 Episodios                               |
| 2023      | Reacher              | Karla Dixon                  | Temporada 2                                           |